# Matthias Mooij

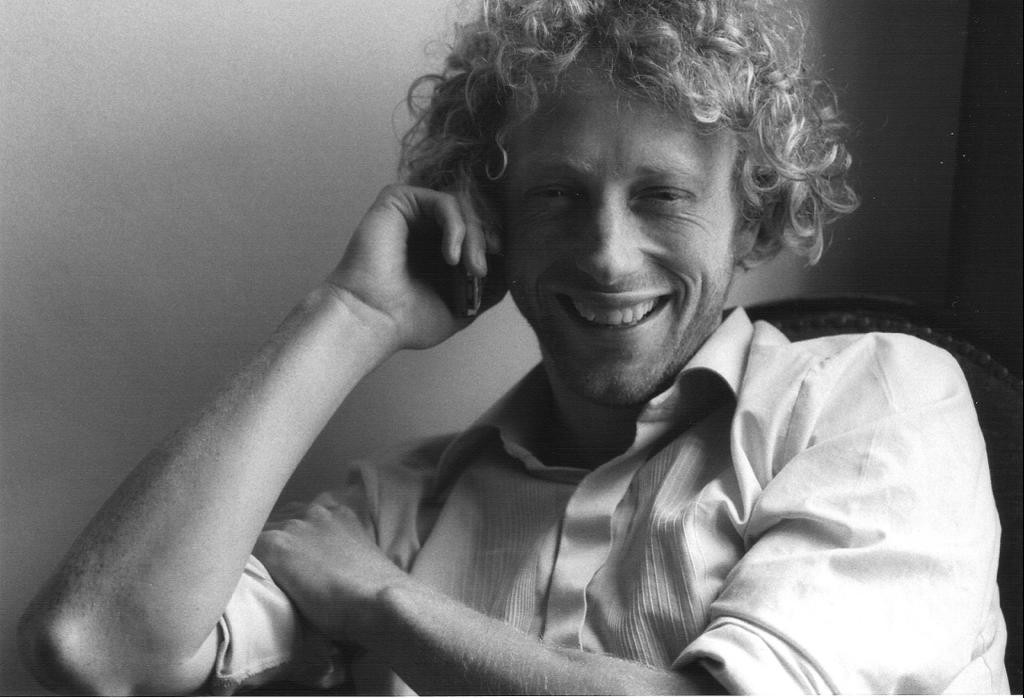

Matthias Jacob Mooij (Helmond, 15 april 1976 – Broek in Waterland, 24 juli 2014) was een Nederlandse schrijver, regisseur en programmamaker.

## Biografie
Mooij studeerde Frans aan de Sorbonne Université in Parijs, Nederlands aan de Universiteit van Amsterdam en studeerde vervolgens aan de regieopleiding van de Amsterdamse Theaterschool. Daarna werkte hij als freelance regisseur met een grote interesse voor muziektheater. Mooij schreef in 2001 enkele columns voor De Groene Amsterdammer.
Mooij was getrouwd met de Zwitserse choreografe Tabea Martin, en samen kregen zij een dochter [9]. Met Martin maakte hij in Zwitserland de voorstellingen Promenade dans l'eau,(2005) Und oben standen wir,(2008),When you are dead you are done(2011)
Met Sofort geniessen( 2012), Empire of illusions (2012)  .tourden zij door Nederland en Zwitserland en namen deel aan onder andere  het Theaterspektakel Zürich en aan de Dansdagen in Basel [3]
In Nederland maakte Mooij onder andere voorstellingen bij de Toneelschuur, Korzo, Huis a/d Werf en De Utrechtse Spelen en werkte als vaste assistent-regisseur samen met Ivo van Hove, Johan Simons en Pierre Audi bij Toneelgroep Amsterdam. Hij begon bij Toneelgroep Amsterdam als kijkstagiair bij Scènes uit een huwelijk in 2004. Hij assisteerde bij producties zoals Romeinse tragedies, Antonioni Project, De Russen! en de Fountainhead.
In 2013 maakte hij zijn eerste grote zaalvoorstelling Mogadishu, in opdracht van De Utrechtse Spelen. Mooij maakte in Zwitserland verschillende muziektheaterstukken, onder andere bij Junges Theater Basel. In 2010 ontving hij daarvoor een nominatie voor de ZKB-förderpreis.
In opdracht van de Diamantfabriek en voorheen Korzo maakte hij The open road, een voorstelling die in 2010 werd doorontwikkeld voor een landelijke tournee in het kader van de serie Club Opera. Mooij bracht in The open road en in het eerder voor Korzo gemaakte De Stad met componiste Kate Moore. In 2013 maakte hij in opdracht van de Diamantfabriek samen met componist Benedict Weisser de muziektheatervoorstelling Conversations with my mother. Het was een samenwerking met het ensemble Nieuw Amsterdams Peil die in december 2013 in première ging in Muziekgebouw aan ’t IJ.
Mooij overleed in 2014 aan de gevolgen van longkanker.